# Bleichbach (Kaltenbach)
Der Bleichbach ist ein ganzjähriges Fließgewässer im Alpenvorland westlich von Raubling im oberbayerischen Landkreis Rosenheim.
Er entspringt bei Kematen und verläuft weitgehend ostwärts bis zu seiner Mündung in den Kaltenbach.